# 高遊原カントリークラブ
高遊原カントリークラブ（たかゆばるカントリークラブ）は、熊本県上益城郡にあるゴルフ場。

## 住所
- 〒861-2202 熊本県上益城郡益城町田原1122

## アクセス

### 車の場合
- 九州自動車道/熊本インターチェンジより14 km

### 電車の場合
- 利用路線 : JR九州（九州新幹線・鹿児島本線・豊肥本線）熊本駅下車
  - クラブバス : 熊本空港から。予約制。
  - タクシー : 熊本駅から約40分 約4000円 熊本空港から約5分

## トーナメント開催情報
- 再春館レディース（1993年 - 1995年）